# Büllesfeld
Büllesfeld ist ein Ortsteil der Stadt Hennef (Sieg) im Rhein-Sieg-Kreis in Nordrhein-Westfalen. 

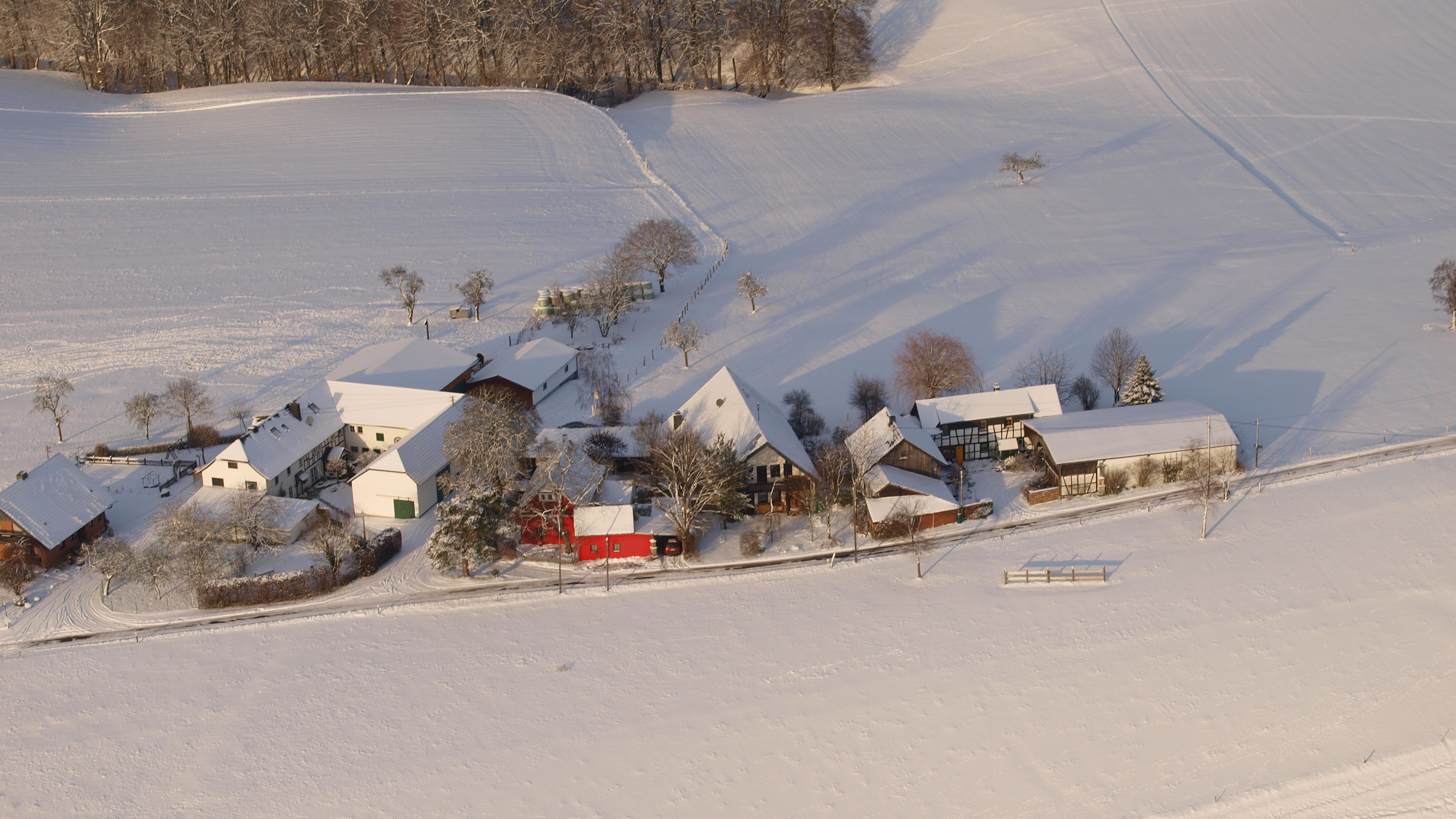
Luftaufnahme im Winter aus südlicher Richtung

## Lage
Der Ort liegt in einer Höhe von 190 Metern über N.N. auf den Hängen des Westerwaldes, aber noch im Naturpark Bergisches Land. Nachbarorte sind Büllesbach im Nordosten, Hove im Osten, Knippgierscheid im Südosten und Dahlhausen im Westen.

## Geschichte
Nach einer Statistik aus dem Jahr 1885 lebten damals in Büllesfeld 23 Einwohner in fünf Häusern.
1910 gab es in Büllesfeld die Haushalte Ackerer Johann Matthias Eich, Ackerin Gertrud Metz und Steinbrucharbeiter Heinrich Metz.
Bis zum 1. August 1969 gehörte die Ortschaft Büllesfeld zur Gemeinde Uckerath. Im Rahmen der kommunalen Neugliederung des Raumes Bonn wurde Uckerath, damit auch der Ort Büllesfeld, der damals neuen amtsfreien Gemeinde „Hennef (Sieg)“ zugeordnet.